# Oxytate capitulata
Oxytate capitulata es una especie de araña cangrejo del género Oxytate, familia Thomisidae. Fue descrita científicamente por Tang & Li en 2009.

## Distribución
Esta especie se encuentra en China.

## Tratamiento taxonómico
La especie aparece registrada y publicada en Three new crab spiders from Xishuangbanna rainforest, southwestern China (Araneae: Thomisidae). Zootaxa 2109: 45–58.